# Irma Pavlinič Krebs
Irma Pavlinič Krebs, slovenska odvetnica in političarka, * 3. april 1963, Črna na Koroškem.
Pavlinič Krebs je bila med letoma 2008 in 2011 ministrica za javno upravo Republike Slovenije.